# Vraná
Vraná (Vranas) är en ort i Grekland.   Den ligger i prefekturen Nomarchía Anatolikís Attikís och regionen Attika, i den sydöstra delen av landet, 26 km nordost om huvudstaden Aten. Vraná ligger 33 meter över havet och antalet invånare är 1 082.
Terrängen runt Vraná är kuperad åt nordväst, men åt sydost är den platt. Havet är nära Vraná åt sydost.  Närmaste större samhälle är Acharnes, 19,6 km väster om Vraná. 